# Meibomia boottii
Meibomia boottii là một loài thực vật có hoa trong họ Đậu. Loài này được (Torr.) Schindl. mô tả khoa học đầu tiên năm 1926.